# ミック・エイベル
マクリーン・スタイン・エイベル（McLean Stine Abel, 2001年8月18日 - ）は、アメリカ合衆国オレゴン州ポートランド出身のプロ野球選手（投手）。右投右打。MLBのミネソタ・ツインズ所属。

## 経歴

### プロ入りとフィリーズ時代
2020年のMLBドラフト1巡目（全体15位）でフィラデルフィア・フィリーズから指名され、6月14日に契約金400万ドルで契約を結んだ。
2021年にA級クリアウォーター・スレッシャーズでプロ初登板。同年は44.2回を投げ、防御率4.43を記録した。
2022年はA+級ジャージーショア・ブルークロウズとAA級レディング・ファイティン・フィルズでプレーした。2チームを通して108.1回を投げ、防御率3.90を記録した。
2023年6月26日にオールスター・フューチャーズゲームに選出された。同年はAA級レディングとAAA級リーハイバレー・アイアンピッグスで113.回を投げ、防御率4.13を記録した。
2024年11月29日にルール5ドラフトでの流出を防ぐために、40人枠入りした。

### ツインズ時代
2025年7月30日にヨアン・デュランとのトレードで、エドゥアルド・テイトと共にミネソタ・ツインズへ移籍した。

## 詳細情報

### 記録
- オールスター・フューチャーズゲーム選出：1回（2023年）

### 背番号
- 40（2025年 - ）